# Ágioi Apóstoloi (ort i Grekland, Epirus, Nomós Prevézis)
Ágioi Apóstoloi är en ort i Grekland.   Den ligger i prefekturen Nomós Prevézis och regionen Epirus, i den centrala delen av landet, 290 km nordväst om huvudstaden Aten. Ágioi Apóstoloi ligger 671 meter över havet och antalet invånare är 140.
Terrängen runt Ágioi Apóstoloi är kuperad åt sydost, men åt nordväst är den bergig. Runt Ágioi Apóstoloi är det ganska glesbefolkat, med 42 invånare per kvadratkilometer. Närmaste större samhälle är Filippiáda, 13,1 km sydost om Ágioi Apóstoloi. 